# Bàsquet Manresa
Bàsquet Manresa je španjolski košarkaški klub iz katalonskog grada Manrese.

## Povijest
Osnovan je 1931. godine.
Kroz povijest je nekoliko puta mijenjao ime.  Zvao se Manresa Basquetbol Club od 1931. do 1934. godine, zatim Unió Manresana de Bàsquet od 1934. do 1979., pa Manresa Esportiu Bàsquet od 1979. do 1992. te od 1992. Bàsquet Manresa. Osim tih mijenjanja osnovnog imena, klub je često nosio ime sponzora. 
| - Manresa K'ans 1967. – 1971. - Manresa La Casera 1971–1977. - Icab Manresa 1977. – 1979. - Marlboro Manresa 1979–1980. - Caixa Manresa 1981. – 1982., 1984. – 1985. - Seguros Velázquez Manresa 1982. – 1983. |  | - Ebro Manresa 1983. – 1984. - TDK Manresa 1985. – 2000. - Minorisa.net Manresa 2000. – 2002. - Ricoh Manresa 2002. – 2009. - Suzuki Manresa 2009. – 2010. - Assignia Manresa 2010.–danas |

## Dvorane
- prije 1968. utakmice je igrao na otvorenom, na igralištima do stadiona u Pujoletu.
- Pavelló Congost (1968. – 92.)
- Pavelló Nou Congost (1992.–danas)

## Uspjesi
- Naslovi:
  - 1 Liga ACB: Liga ACB 1997./98.
  - 1 Kraljev kup: 1996.
  - 2 Lliga Catalana ACB: 1997., 1999.
  - 1 Liga LEB: 2006/07
  - 1 prvak španjolske Druge lige: 1969./1970.
  - 1 Trofeo General Orgaz - Copa Ciudad de Barcelona: 1940.
- Doprvaci:
  - 1 Kraljev kup: 1980.
  - 2 Kup princa Asturije: 1987. i 2001.
  - 3 Lliga Catalana ACB: 1996., 1998., 2000.
  - 2 Lliga Catalana LEB: 2000., 2001.

## Natjecanja u Europi
- 1971./1972.: Kup Radivoja Koraća : ispali u prvom krugu
- 1987./1988.: Kup Radivoja Koraća : osmina završnice
- 1994./1995.: Kup Radivoja Koraća: osmina završnice
- 1995./1996.: Kup Radivoja Koraća: osmina završnice
- 1996./1997.: Eurokup: osmina završnice
- 1997./1998.: Kup Radivoja Koraća: šesnaestina završnice
- 1998./1999.: Euroliga: ispali u drugom krugu

## Poznati igrači
- Joan Creus i Molist
- Pep Pujolrás
- George Gervin
- Serge Ibaka
- Andrés Nocioni
- Juan Domingo De la Cruz
- Roger Esteller i Juyol
- Harper Williams
- Boban Petrović
- Jordi Singla

### Umirovljeni brojevi
- 7 Joan Creus, organizator igre, 1993. – 2001.
- 10 Pep Pujolrás, krilo, 1986. – 1992.

## Vanjske poveznice
- Službene stranice